# Braemkasteel

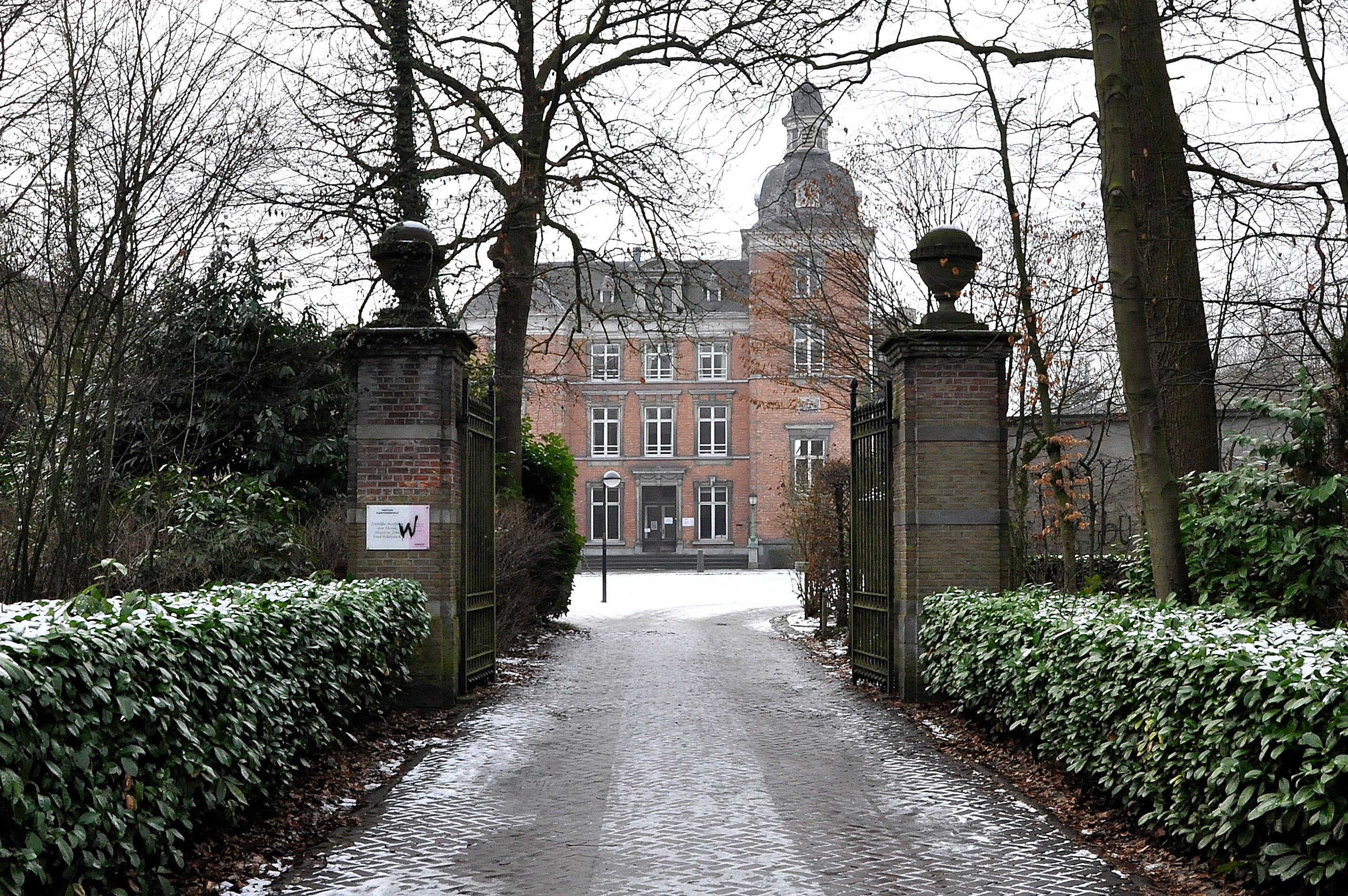
Het Braemkasteel

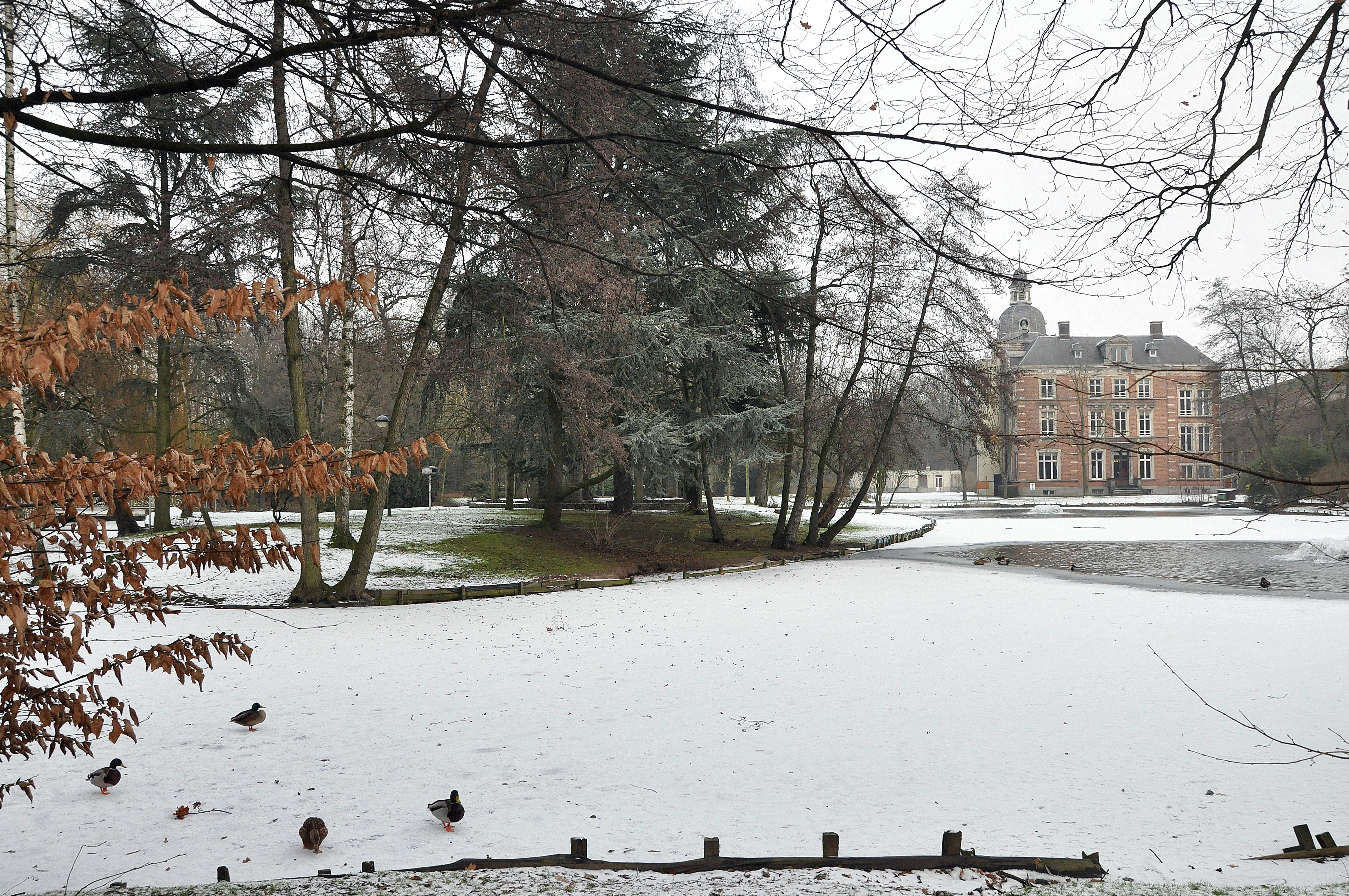
Het Braemkasteel

Het Braemkasteel is een kasteel in de Belgische deelgemeente Gentbrugge in de provincie Oost-Vlaanderen. Het kasteel is gelegen in het Frans Tochpark, genoemd naar een voormalige burgemeester van Gentbrugge.

## Historiek
Hughe Braem en Isabelle Van Halewijn bouwden het kasteel in de 14e eeuw. Het kasteel lag toen aan de Rietgracht, een belangrijke verdedigingsgordel rond de stad Gent. In de 19e eeuw zorgden verbouwingen ervoor dat het kasteel zijn huidige vorm kreeg. In het begin van de 20e eeuw was de familie Groverman de la Kethule eigenaar. Gentbrugge kocht het aan in 1946, gebruikte het als gemeentehuis tot 1974 en gaf de naam van zijn laatste burgemeester aan het park.

## De academie
Anno 2012 is hier de Academie de Kunstbrug Gent gevestigd, voorheen gekend als Academie voor muziek, woord en dans Emiel Hullebroeck. De academie geeft deeltijds kunstonderwijs voor alle leeftijdsgroepen. De academie heeft naast de hoofdschool zes afdelingen die op andere locaties zijn gehuisvest.